# سعدآباد (گرمسار)
{{جعبه اطلاعات روستای ایران
|نام‌رسمی=سعدآباد (گرمسار)
|روی‌نقشهعرض‌جغرافیایی=
|طول‌جغرافیایی=
|تصویر= 
|اندازه‌تصویر= 
|برچسب‌تصویر= 
|استان=سمنان
|شهرستان=گرمسار
|بخش= بخش مرکزی
|دهستان=حومه (گرمسار)
|نام‌محلی=
|نام‌های‌دیگر=
|نام‌های‌قدیمی=
|سال‌بنیاد= 
|جمعیت= ۵۷ نفر
|رشدجمعیت=
|تراکم‌جمعیت=
|زبان=فارسی 
|مذهب= شیعه 
|مساحت=
|ارتفاع= 
|میانگین‌دما= ۴۰ درجه 
|میانگین‌بارش‌سالانه=
|شمارروزهای‌یخبندان= یکماه در سال 
|ره‌آورد=
|پیش‌شماره=۰۲۳
|وب‌گاه= 
|جمله‌خوشامد=
|پانویس=
روستای سعدآباد واقع در ۹ کیلومتری شرق گرمسار و پس از عبور از روستاهای ناسار (نه حصار) چهاراه قاطول، ریکان،کردوان و از کردوان به سمت جنوب گرمسار و پس از رشمه به دهکده تاریخی سعدآباد میرسیم این روستا از قدیم دارای دو رشته قنات بوده که به قنات نصیر آباد و قنات اپهری معرف بود که با کاهش سفرهای زیر زمینی این قناتها خشک و بجای آن چاه‌های کشاورزی جایگزین شد این روستا دارای مزارع وسیع کشاورزی است از محصولات این روستا درفصل بهاره کاری، خربزه، پنبه،چغندر،ذرت،یونجه و در فصل پاییزه کاری گندم و جو است این روستا دارای سه تپه باستانی است دو تپه مربوط به دوران پس از اسلام و یک تپه مربوط به هزاره اول است و  ثبت ملی است  قره تپه . قوش تپه و یک تپه هم بدن نام که در جنوب شرق قره تپه است و از دور تشخیص داده نمیشود. امتداد این روستا به کوه‌های سیاه کوه و پارک محافظت شده ملی ایران و قصر بهرام گور ختم می‌شود روستای سعدآباد گرمسار دارای کویرهای بکر و معادن شوره است یک کارخانه تولید آجر نیز در سعدآباد جای دارد این روستا به تازگی در حال کاشت درخت پسته است که چند ده هکتار باغ پسته نیز احداث شده‌است زمین‌های کشاورزی این روستا دارای سند مشاع است و دارای حق آبه از آب رودخانه حبله رود و  دارای جمعا ۴ حلقه چاه آب کشاورزی برای روستاییان و کشاورزان است این روستای سه شهید را تقدیم انقلاب کرده‌است شهید رضا میرآخوری، شهید ناصر میرآخوری و شهید  علی اکبر رشمه زاد، این روستا دارای چندین گروه کشاورزی است که با حفر چاه و آباد کردن کویرهای این روستا ایجاد شده‌اند . کویرهای این روستا از دیرباز دارای چشمه‌های آب بودند که متأسفانه با کاهش سفره‌های زیر زمینی این چشمه‌ها خشک شده‌اند .
گروه کشاورزی عسکر آباد 
گروه کشاورزی کردوانی‌ها (هم اکنون باغ پسته محمدی احداث شده )
گروه کشاورزی قلی ابولی .
شهرت این گروه‌های کشاورزی است که ممکن است در جهاد کشاورزی بنام دیگری باشد .
سعدآباد داری دو قلعه است قلعه جعفر آقا و قلعه کوکب 
سعدآباد یکی از جنوبی‌ترین روستاهای شهرستان گرمسار است .
سعدآباد دهکده است با کشاورزان و دامداران خون گرم 
دهکده تاریخی سعدآباد واقع در شهرستان گرمسار جزء اولین روستاهای گرمسار بوده‌است .
بیاد تمامی رفتگان و شهدای این روستا 
شهیدان، علی اکبر رشمه زاد فرزند عباس، رضا میرآخوری فرزند رمضان قلی، شهید ناصر میرآخوری فرزند حبیب 
بزرگان و رفتگان این روستا 
مرحومان، الله قلی صادقی، مدآقا شاه حسینی، مسلم یوردخانی، اسکندر میرآخوری، عطالله کتی(عطایی فر) علی کتی(شکوه فر) عباس جلیلی، رمضان (قره)عاشوری ،فیض الله عرب، معصومه عاشوری، جعفرآقا جلیلی، حبیب میرآخوری، نصیرمیرآخوری، یدالله قباخلو، صفر میرآخوری (صفر برات) تیمور میرآخوری،  ذلفعلی یوردخانی، اسفند میرآخوری، میرزامحمد میرآخوری، جلیل یوردخانی، جانعلی یوردخانی، رمضانقلی میرآخوری،  قوچعلی میرآخوری، مرحومان اسفندیار، امیر و بهمن نیکبخت ،علی مدد میرآخوری ،غلام و ابوالحسن ثامنی،کوکب میرآخوری ،گل بابا، و سایر در گذشتگان این روستا که حضور ذهن ندارم .
ار)، روستایی از توابع بخش مرکزی شهرستان گرمسار در استان سمنان ایران است.
سعدآباد شهرستان گرمسار

## جمعیت
این روستا در دهستان حومه قرار دارد و براساس سرشماری مرکز آمار ایرن ۱۳۹۰ جمعیت ۶۸ (۲۲خانوار) بوده‌است.